# Kabinett Teufel II
Das Kabinett Teufel II bestand in der 11. Wahlperiode des Landtags Baden-Württemberg. Koalitionspartner waren CDU und SPD.
| Amt                                                                                                  | Name                                                                           | Partei | Partei |
| --- | ------------------------------------------------------------------------------ | ------ | ------ |
| Ministerpräsident                                                                                    | Erwin Teufel                                                                   |        | CDU    |
| Stellvertretender Ministerpräsident                                                                  | Dieter Spöri                                                                   |        | SPD    |
| Minister für Wirtschaft                                                                              | Dieter Spöri                                                                   |        | SPD    |
| Minister im Staatsministerium                                                                        | Erwin Vetter                                                                   |        | CDU    |
| Inneres                                                                                              | Frieder Birzele                                                                |        | SPD    |
| Kultus und Sport                                                                                     | Marianne Schultz-Hector (bis 18. Juli 1995) Annette Schavan (ab 19. Juli 1995) |        | CDU    |
| Wissenschaft                                                                                         | Klaus von Trotha                                                               |        | CDU    |
| Justiz                                                                                               | Thomas Schäuble                                                                |        | CDU    |
| Finanzen                                                                                             | Gerhard Mayer-Vorfelder                                                        |        | CDU    |
| Ländlicher Raum, Ernährung, Landwirtschaft und Forsten                                               | Gerhard Weiser                                                                 |        | CDU    |
| Arbeit, Gesundheit und Sozialordnung                                                                 | Helga Solinger                                                                 |        | SPD    |
| Umwelt                                                                                               | Harald B. Schäfer                                                              |        | SPD    |
| Verkehr                                                                                              | Hermann Schaufler                                                              |        | CDU    |
| Familie, Frauen, Weiterbildung und Kunst                                                             | Brigitte Unger-Soyka                                                           |        | SPD    |
| Staatssekretär in der Vertretung des Landes beim Bund und Bevollmächtigter des Landes beim Bund      | Gustav Wabro                                                                   |        | CDU    |
| Staatssekretär im Finanzministerium                                                                  | Werner Baumhauer                                                               |        | CDU    |
| Staatssekretär im Ministerium für Arbeit, Gesundheit und Sozialordnung                               | Werner Weinmann                                                                |        | SPD    |
| Staatssekretär im Umweltministerium                                                                  | Peter Reinelt                                                                  |        | SPD    |
| Politischer Staatssekretär im Ministerium für Ländlichen Raum, Ernährung, Landwirtschaft und Forsten | Ludger Reddemann                                                               |        | CDU    |
| Politischer Staatssekretär im Ministerium für Kultus und Sport                                       | Rudolf Köberle                                                                 |        | CDU    |
| Politischer Staatssekretär im Ministerium für Wissenschaft und Kunst                                 | Josef Dreier                                                                   |        | CDU    |
| Politischer Staatssekretär im Wirtschaftsministerium                                                 | Rainer Brechtken                                                               |        | SPD    |
| Staatssekretär im Staatsministerium                                                                  | Lorenz Menz                                                                    |        | CDU    |